# Абраменки (Смоленський район)
Абраменки — село в Смоленському районі Смоленської області Росії. Входить до складу Новосельського сільського поселення. Населення — 13 жителів (2007).
Розташоване в західній частині області за 23 км на північний захід від Смоленська, за 11 км на північний схід від автодороги Р133 Смоленськ — Невель, на березі річки Лущенко. За 23 км на південь від села розташована залізнична станція Купрін на лінії Смоленськ — Вітебськ.

## Історія
В роки Німецько-радянської війни село було окуповане гітлерівськими військами в липні 1941 року, звільнене у вересні 1943 року.